# 祝子宪
祝子宪（？—？），明朝人，是一名明朝政治人物。
祝子宪曾于1375年接替周朗任华亭县知县一职，1376年由朱直接任。